# حفاظت درجا در هند
حفاظت درجا یا حفاظت درون‌جا (به انگلیسی: In-situ conservation) یا حفظ منابع ژنتیکی در جمعیت‌های طبیعی گونه‌های گیاهی یا جانوری مانند منابع ژنتیکی جنگلی در جمعیت‌های طبیعی گونه‌های تیگان است. این فرایند از ساکنان حفاظت می‌کند و پایداری محیط زیست و اکوسیستم را تضمین می‌کند.